# Carsten Henrichsen
Carsten Henrichsen (født 23. september 1824 i København ; død 30. april 1897 i København, begravet i Gentofte) var en dansk landskabsmaler. 
Henrichsen blev født i en arbejderfamilie i København i 1824. Han studerede ved Det Kongelige Danske Kunstakademi fra 1840 til 1845 og tog tegnelektioner hos Frederik Ferdinand Helsted 1845-49.
Fra slutningen af 1840'erne skabte han et stort antal malerier fra København og Nordsjælland. Han modtog 'Neuhausen-prisen' i 1855 og et tilskud fra akademiet i 1858.
| - Værker af Carsten Henrichsen - Amagerport med den gamle accissebod, i baggrunden Vor Frelsers Kirke, 1847 - Parti fra Bornholm, 1851 - Far og søn på vej til marked med to køer, 1853 |

| - Sommerdag ved Møns Klint, 1855 - Udsigt til Øresund fra Trørød, 1855 - Udsigt fra det gamle Nørrevold mod København, 1864 - Udsigt fra en skovlysning mod Kronborg, 1877 |

| - Nødebo og Esrum sø - Raadvad - Strandmøllen nord for København - Vesterport i København |